# Qādir
Qādir, arabisch القادر, DMG al-Qādir ‚Mächtig, kraftvoll, handlungsfähig‘ ist ein arabischer Vorname. In der Verbindung ʿAbd al-Qādir: „Diener des Mächtigen“ (einer der 99 Namen Allahs).

## Namensträger
- Al-Qādir (947–1031), 25. Kalif der Abbasiden
- Ghazi Abdel-Qadir (* 1948), palästinensischer deutschsprachiger Jugendbuchautor
- Haji Sulong Abdul Qadir (1893–1954), thailändischer Imam und Politiker